# Jakub Jáně
Jakub Jáně (Hradec Králové, 13 de septiembre de 1990) es un deportista checo que compitió en piragüismo en la modalidad de eslalon.
Ganó tres medallas en el Campeonato Mundial de Piragüismo en Eslalon entre los años 2013 y 2019, y siete medallas en el Campeonato Europeo de Piragüismo en Eslalon entre los años 2012 y 2018.

## Palmarés internacional
| Campeonato Mundial | Campeonato Mundial          | Campeonato Mundial | Campeonato Mundial |
| Año                | Lugar                       | Medalla            | Competición        |
| ------------------ | --------------------------- | ------------------ | ------------------ |
| 2013               | Praga (República Checa)     | Medalla de oro     | C2 por equipos     |
| 2014               | Deep Creek (Estados Unidos) | Medalla de bronce  | C2 por equipos     |
| 2019               | Seo de Urgel (España)       | Medalla de oro     | C2 mixto           |
| Campeonato Europeo |                             |                    |                    |
| Año                | Lugar                       | Medalla            | Competición        |
| 2012               | Augsburgo (Alemania)        | Medalla de plata   | C2 por equipos     |
| 2013               | Cracovia (Polonia)          | Medalla de bronce  | C2 individual      |
| 2014               | Viena (Austria)             | Medalla de bronce  | C2 por equipos     |
| 2015               | Markkleeberg (Alemania)     | Medalla de plata   | C2 por equipos     |
| 2017               | Tacen (Eslovenia)           | Medalla de bronce  | C2 por equipos     |
| 2018               | Praga (República Checa)     | Medalla de bronce  | C2 individual      |
| 2018               | Praga (República Checa)     | Medalla de plata   | C2 por equipos     |